# La Culalta
La Culalta és un paratge del terme municipal de Sant Quirze Safaja, a la comarca del Moianès.
Està situada en el centre del terme, just a llevant de la masia de la Rovireta i d'on es forma el torrent de la Rovireta. El Camí de la Rovireta passa pel seu costat de ponent.